# Gartenmelde
Die Gartenmelde (Atriplex hortensis), auch Garten-Melde, Spanischer Salat, Spanischer Spinat und Orache genannt, ist eine Pflanzenart aus der Gattung der Melden (Atriplex) innerhalb der Familie der Fuchsschwanzgewächse (Amaranthaceae). Sie ist eine der ältesten  Kulturpflanzen und wird oder wurde als Gemüse, Salat-, Heil-, Färber- sowie Zierpflanze verwendet. Sie wurde im Jahr 2000 vom Naturschutzbund Deutschland zur Nutzpflanze des Jahres gewählt.

## Beschreibung

### Vegetative Merkmale
Die Gartenmelde ist eine einjährige krautige Pflanze und erreicht Wuchshöhen von bis zu 2,5 Metern. Die oberirdischen Pflanzenteile besitzen eine leicht bemehlte Oberfläche und sind oft rot überlaufen. Der steif-aufrechte, grün gestreifte Stängel ist schräg oder abstehend verzweigt und im Querschnitt stumpf viereckig.
Die wechselständig angeordneten Laubblätter sind in Blattstiel und Blattspreite gegliedert. Der Blattstiel ist 0,3 bis 4 Zentimeter lang. Die beidseitig matt dunkelgrüne (oder rote) lappige, oberflächlich eingebuchtete Blattspreite ist bei einer Länge von 5 bis 25 Zentimetern und einer Breite von 3 bis 18 Zentimetern länglich-eiförmig bis dreieckig, mit spießförmiger oder stumpf abgeschnittener Basis. Der Blattrand ist ganzrandig oder seicht buchtig gezähnt. Im Laufe der Ausbildung von Blüten und Samen verändert sich die Blattform hin zu schmaleren ovalen Blättern (s. Bild der roten Gartenmelde mit Fruchtständen).

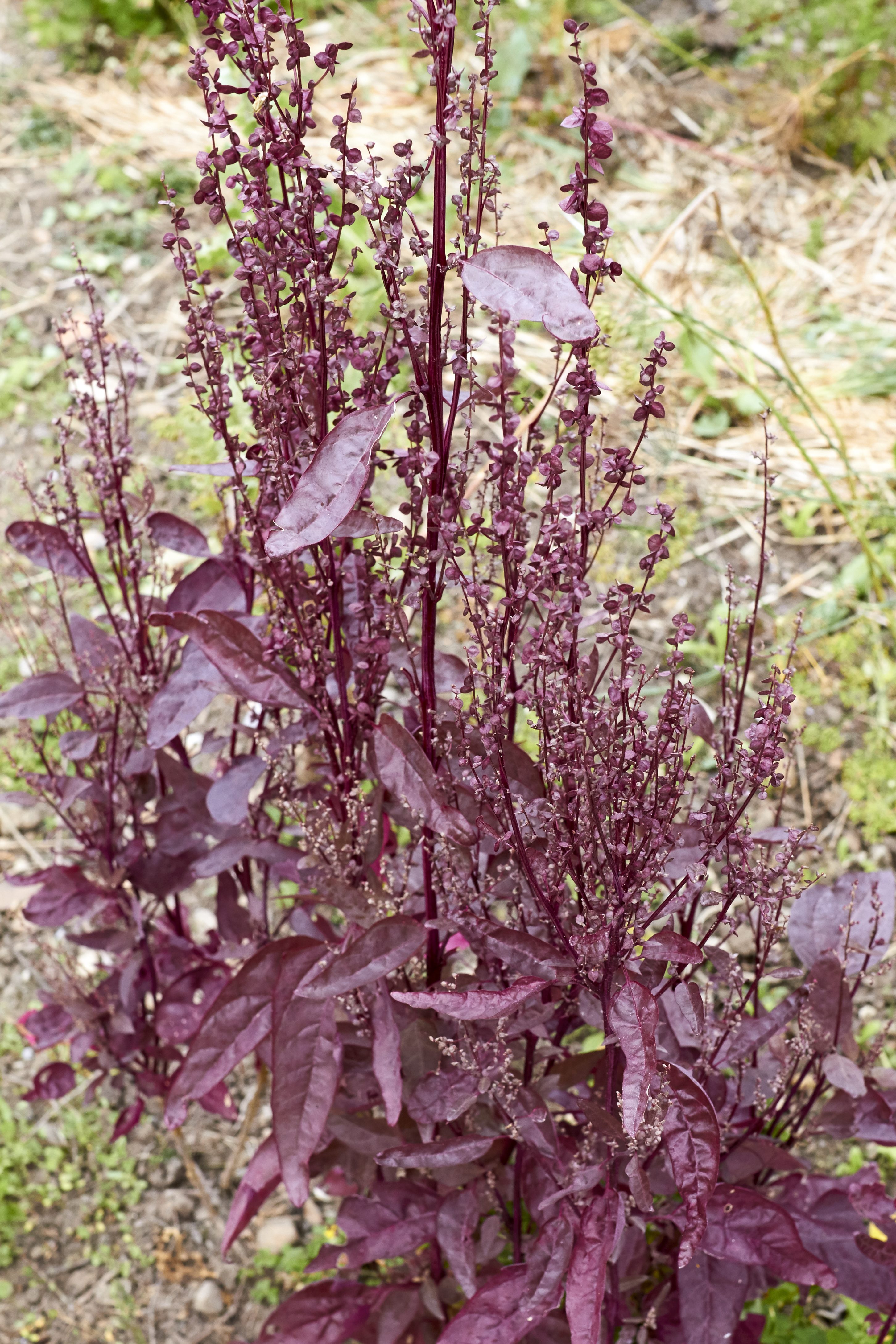
Rote Gartenmelde mit noch unreifen Fruchtständen

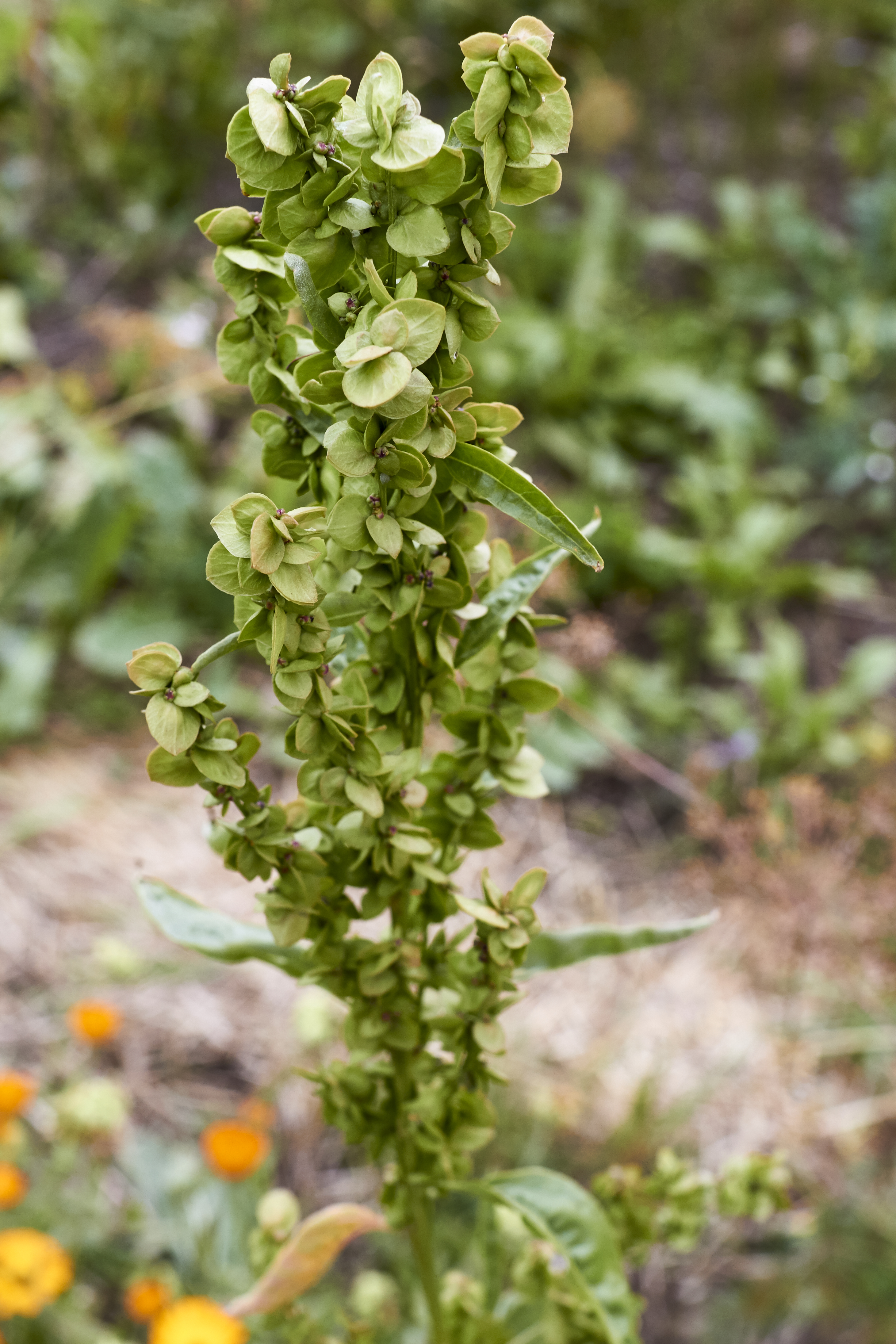
Grüne Gartenmelde mit noch unreifen Fruchtständen

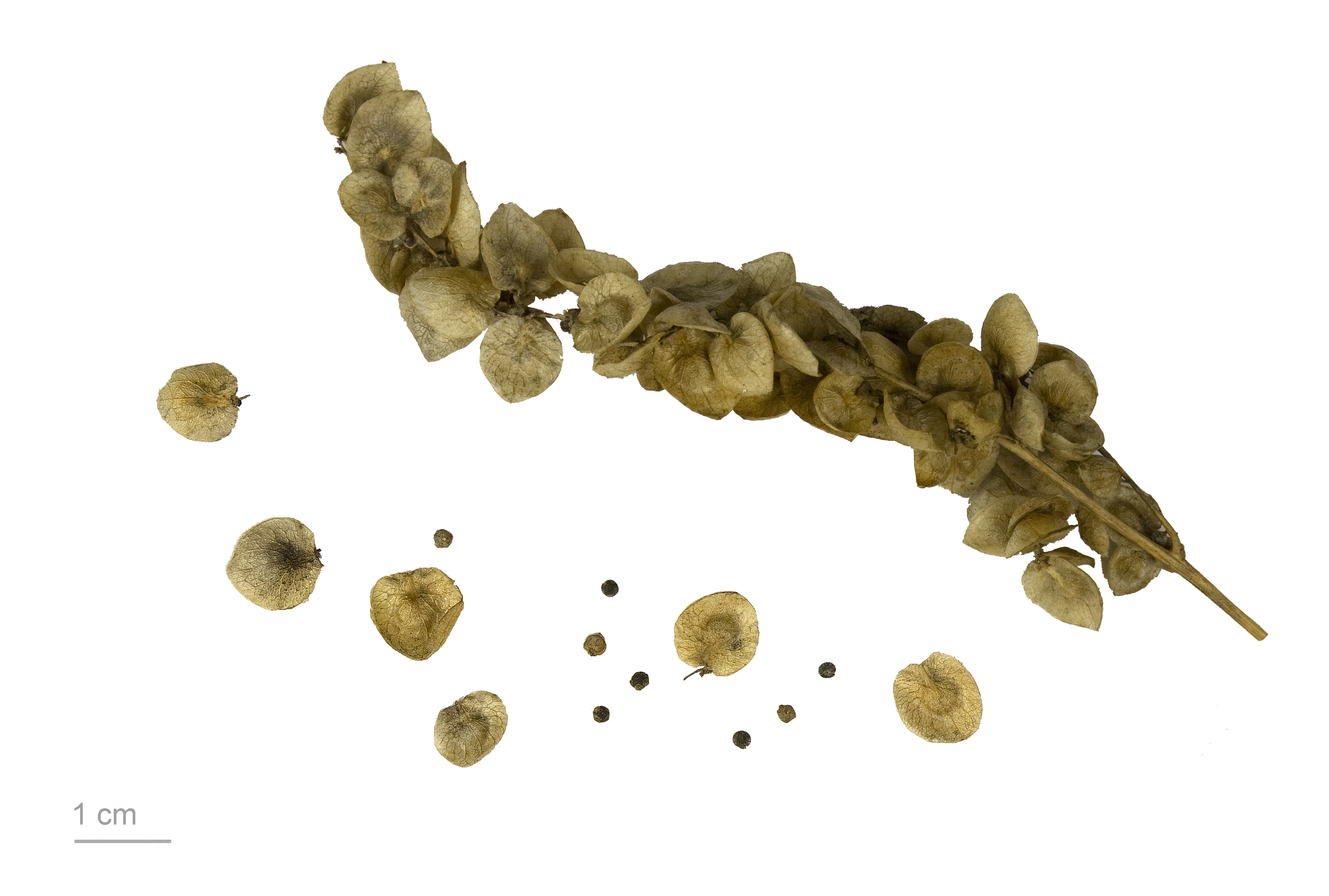
Fruchtstand

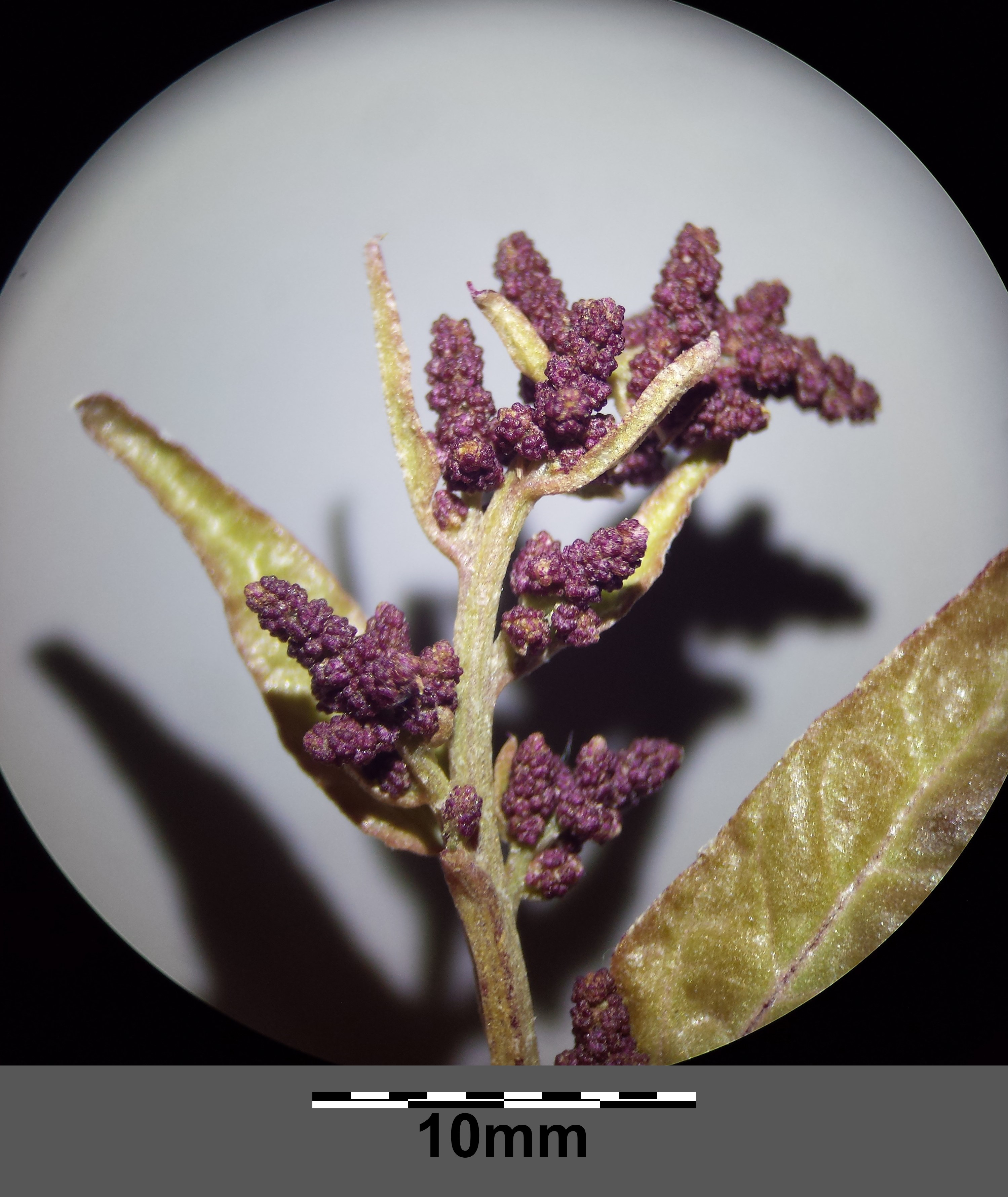
Blütenstand (mit vorwiegend ♂-Blüten)

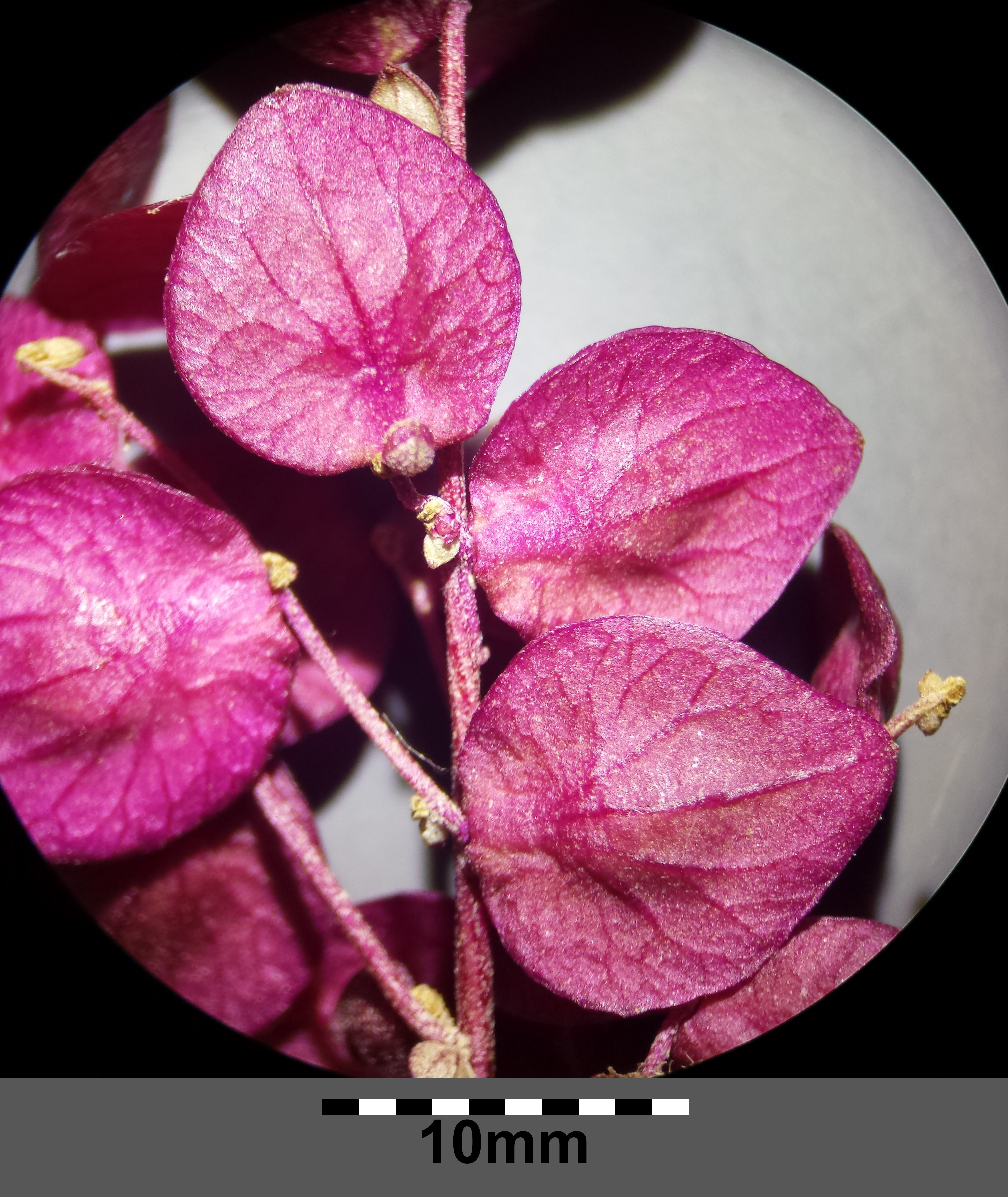
Blütenstand (mit vorwiegend ♀-Blüten)

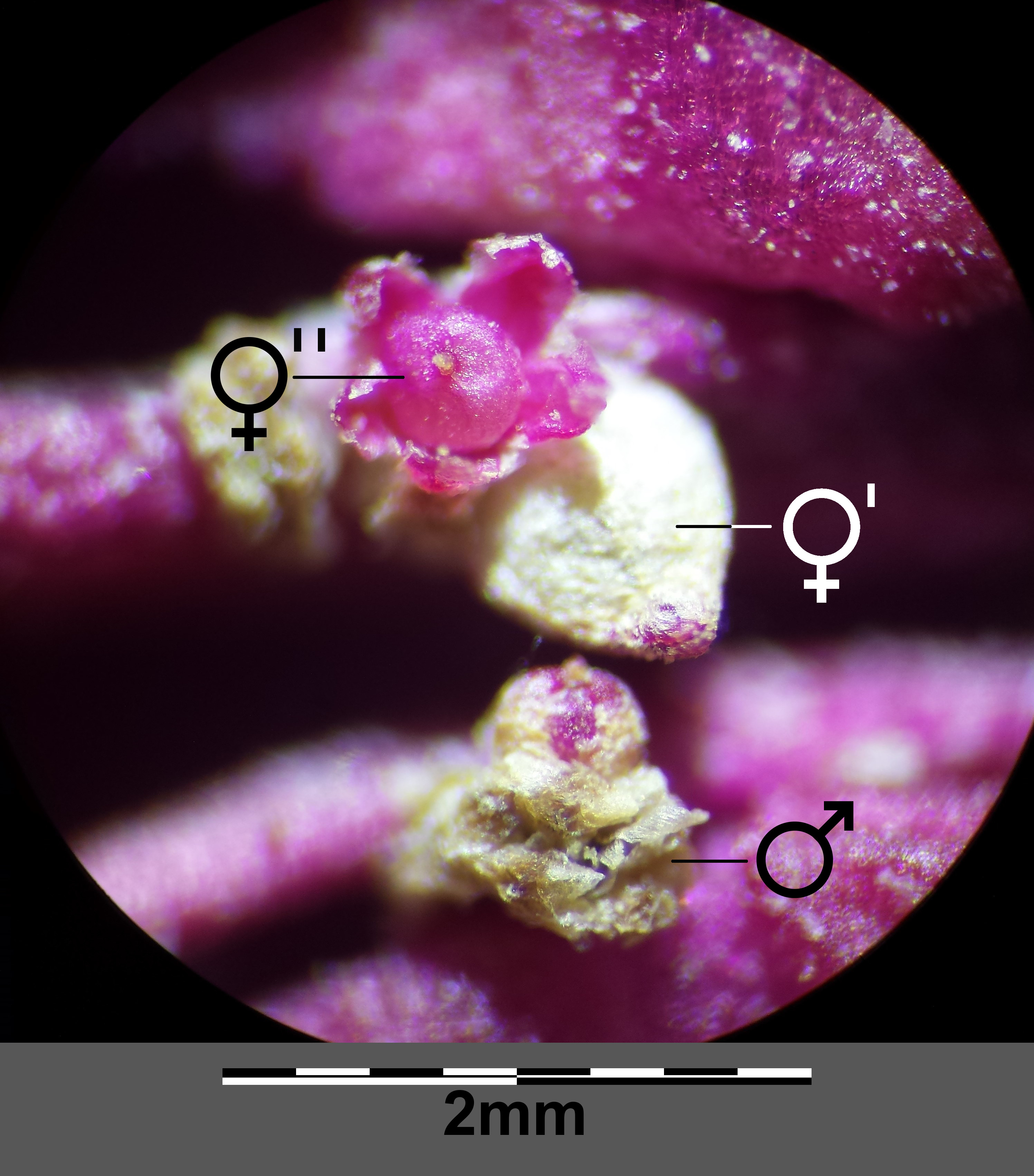
Weibliche Blüte mit zwei Vorblättern und ohne Perigon (♀'), weibliche Blüte ohne Vorblätter und 5 Perigonblättern (♀") und männliche Blüte (♂)

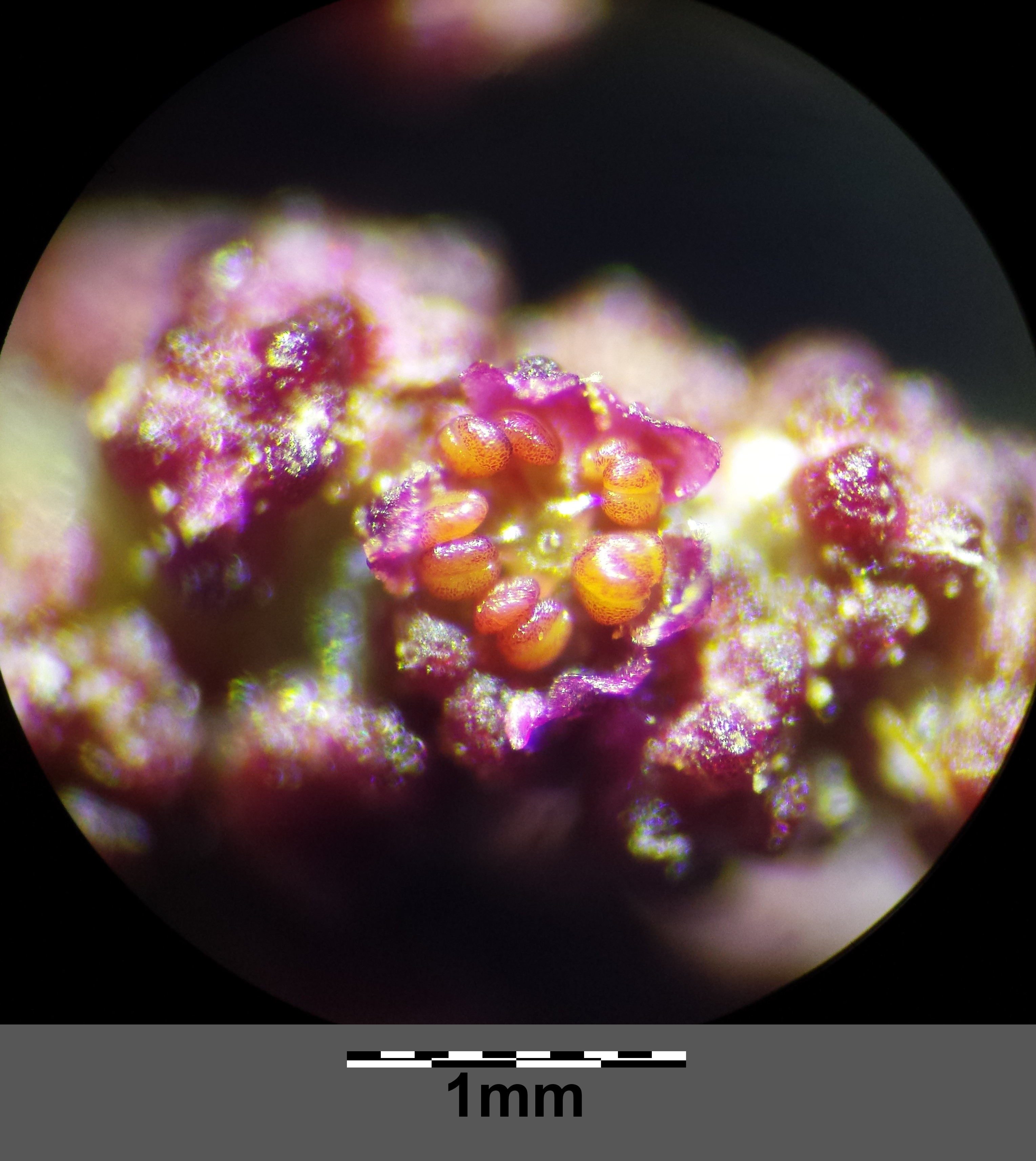
♂-Blüte

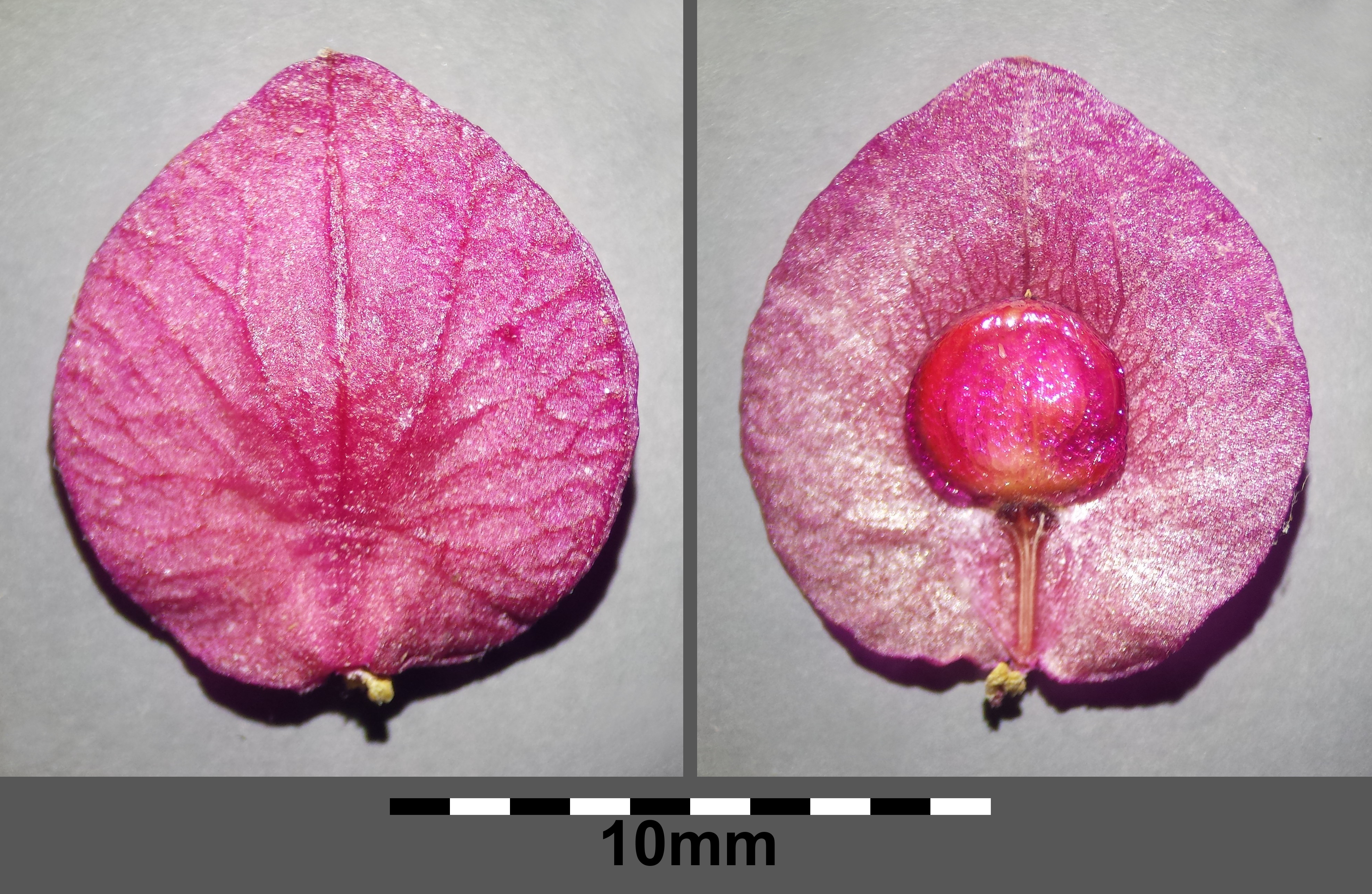
Weibliche Blüte mit zwei Vorblättern, rechts vorderes entfernt

### Blütenstand und Blüte
Die Gartenmelde blüht in den gemäßigten Breiten von Juli bis September. Die Blüten stehen in der Achsel von Tragblättern in Knäueln in end- oder seitenständigen, zusammengesetzten, ährigen Blütenständen zusammen.
Die grünen oder roten Blüten sind männlich, weiblich oder zwittrig. Zwittrige Blüten (ohne Vorblätter) enthalten fünf längliche Blütenhüllblätter (Tepalen), sowie fünf Staubblätter und einen horizontalen Fruchtknoten. Bei rein männlichen Blüten fehlt der Fruchtknoten, bei weiblichen „horizontalen“ Blüten sind die Staubblätter nicht entwickelt. Die stets weiblichen „vertikalen“ Blüten werden von zwei Vorblättern umhüllt, Blütenhüllblätter sind nicht vorhanden, sie enthalten nur einen vertikalen Fruchtknoten.

### Frucht und Samen
Der Fruchtstand ist wegen seines Gewichtes oft stark überhängend. Die vertikale Frucht bleibt von den halbtransparenten Vorblättern umhüllt, die sich zur Fruchtzeit auf etwa 15 Millimeter vergrößern, kurz gestielt sind und nur an der stumpfen oder etwas ausgerandeten Basis miteinander verbunden sind. Die Form der Vorblätter ist rundlich bis eiförmig, ganzrandig und nicht oder kaum zugespitzt. Ihre Oberfläche zeigt eine netzartige Aderung. In den „horizontalen“ Blüten umgeben die Blütenhüllblätter die horizontale Frucht.
Eine dünne Fruchtwand umschließt den Samen. Diese Scheinfrüchte sind verschieden gestaltet, flach, rundlich, geflügelt, 5 bis 10 Millimeter groß. Es gibt zwei Samentypen (Heterokarpie), die sowohl in vertikalen als auch in horizontalen Blüten vorkommen. Die gelbbraunen Samen mit einem Durchmesser von 3 bis 4 Millimeter und matter und durchscheinender Samenschale sind sofort keimfähig. Die schwarzen Samen mit einem Durchmesser von nur 1,5 bis 2 Millimetern und glatter, dicker, ledriger Samenschale keimen erst nach zwei Jahren.

### Chromosomenzahl
Die Chromosomenzahl beträgt 2n = 18.

## Ökologie
Die Gartenmelde ist eine C3-Pflanze mit normaler Blattanatomie.
Die Bestäubung erfolgt durch Selbstbestäubung oder Windbestäubung, auch die Übertragung der Pollen durch Insekten ist möglich.
Die Ausbreitung der Diasporen, es sind die Scheinfrüchte, erfolgt als Windstreuer, Segelflieger, Regenschwemmling.

## Inhaltsstoffe
Die Gartenmelde ist, wie viele andere Gemüse, reich an Vitaminen (A, C) und Mineralstoffen (Kalzium, Kalium, Magnesium, Phosphor) und Protein. Ähnlich wie Spinat enthält sie auch Oxalsäure, jedoch in geringerer Menge als dieser. In den Samen der Gartenmelde ist Saponin enthalten, was deren abführende Wirkung erklärt.

## Vorkommen und Entstehung der Kulturform
Die Gartenmelde ist in ganz Europa, im Mittelmeergebiet, über Mittelasien bis nach China weit verbreitet. Ihre Heimat ist Vorderasien und der Orient. In den Tropen ist sie selten zu finden.
Archäologische Funde lassen darauf schließen, dass sie bereits seit Jahrtausenden kultiviert wird. Als Wildform wird die Art Atriplex aucheri vermutet, die in Mittelasien vorkommt. Geschmackstests lassen eine Züchtung aus der Glanz-Melde (Atriplex sagittata) dagegen unwahrscheinlich erscheinen, da diese einen brennend-bitteren Geschmack hinterlässt.
Bereits den Griechen war die Melde wohlbekannt, und sie wurde damals nicht nur in den Mittelmeerländern, sondern auch bis nach Tibet und Bengalen kultiviert. Die früheste Beschreibung stammt von Theophrastos von Eresos (371–287 v. Chr.). Die Griechen nannten die Pflanze Atraphaxis, Andraphax oder auch Chrysolachanon, was „Goldgemüse“ bedeutet und sich wohl auf die gelbgrünen,  münzenartigen Früchte bezieht. Bei den Römern wurde die Melde Atriplex genannt, vermutlich wegen der dreieckigen („triplex“) Blattform. Die Römer brachten die Pflanze ähnlich wie den Mangold dann nach Mitteleuropa. Frühe archäologische Nachweise sind Küchenabfälle in Römerkastellen. Die Verwendung der Gartenmelde als Nahrungsmittel in Europa wurde erst durch Einführung des Spinats um etwa 1200 zurückgedrängt.
In Deutschland wird die Gartenmelde heute relativ selten kultiviert. Sie kommt unbeständig verwildert in Äckern und kurzlebigen Unkrautfluren vor. Die ökologischen Zeigerwerte nach Landolt et al. 2010 sind in der Schweiz: Feuchtezahl F = 2+ (frisch), Lichtzahl L = 4 (hell), Reaktionszahl R = 4 (neutral bis basisch), Temperaturzahl T = 4+ (warm-kollin), Nährstoffzahl N = 4 (nährstoffreich), Kontinentalitätszahl K = 4 (subkontinental), Salztoleranz = 1 (tolerant).

## Taxonomie
Die Gartenmelde (Atriplex hortensis) zählt zur Gattung Atriplex Sektion Atriplex. Sie gehört zur Tribus Atripliceae in der Unterfamilie Chenopodioideae innerhalb der Familie der Fuchsschwanzgewächse (Amaranthaceae). In dieser Familie sind inzwischen die Gänsefußgewächse (Chenopodiaceae) enthalten.
Die Erstbeschreibung von Atriplex hortensis erfolgte 1753 durch Carl von Linné in Species Plantarum, Tomus II, S. 1053. Atriplex hortensis wurde als Typusart (Lectotypus) der Gattung Atriplex ausgewählt.
Synonyme von Atriplex hortensis L. sind Chenopodium hortense (L.) E.H.L. Krause und Atriplex microtheca Moq.
Von der Gartenmelde existieren mindestens vier Varietäten:
- ‘Gelbe Melde’ oder ‘Weiße Melde’ (Atriplex hortensis var. atrosanguinea): Diese Kulturform mit hellgrünen, fast gelben Blättern wird am meisten angebaut.
- ‘Grüne Melde’ (Atriplex hortensis var. hortensis, Synonym: Atriplex hortensis var. sativa): Sie ist eine kräftige Pflanze mit starkem, kantigem, verzweigendem Stängel und besitzt dunkelgrüne, eher runde, glattrandige Blätter.
- ‘Rote Melde’ (Atriplex hortensis var. rubra L.): Sie fällt durch karminrote Stängel und Blätter auf. Die Unterseiten der unteren Blätter sind kräftig pink. Ihre braunen Samen sind leicht nierenförmig und dunkel rotbraun. Diese Form wird vor allem als Zierpflanze (Trockenblume) gezogen, kann aber genauso wie die anderen Varietäten in der Küche verwendet werden.
- ‘Halbrote Melde’: diese Form wird selten angebaut.

## Trivialnamen
Im deutschsprachigen Raum werden oder wurden für die Gartenmelde (oft auch nur Melde genannt), zum Teil nur regional, auch die folgenden weiteren Trivialnamen verwandt: Burckhart, Grünkraut (Schlesien), Loboda (Niederlausitz), Malten, Matterskraut (Göttingen), Meilde (mittelhochdeutsch), Melda, Melden, Mell (Mecklenburg, Altmark, Eifel), Melle (Dortmund, Göttingen, Unterweser), Melta (althochdeutsch), Milde (mittelhochdeutsch), Groot Mill (Pommern), Milt (mittelhochdeutsch), Milten (mittelhochdeutsch), Molta (althochdeutsch), Heimisch Molten, Molte (Österreich), Muolta (früh althochdeutsch), Muolhta (früh althochdeutsch), Mylde (mittelhochdeutsch) und Mylden (mittelhochdeutsch). In alten lateinischen Texten meint atriplex die Gartenmelde.

## Nutzung

### Nahrungspflanze
Gartenmelde wird entweder zubereitet wie Spinat oder junge Blätter werden roh im Salat verwendet. In Frankreich isst man die Gartenmelde mit Sauerampfer. Beim Kochen der roten Varietät verlieren die Blätter die Farbe nicht, obwohl das Kochwasser noch eine Suppe färben kann. Der Geschmack der Blätter ist angenehm mit einer bitteren Komponente. Für Kinder ist Gartenmelde angenehmer als Spinat, wohl wegen des geringeren Oxalsäure-Gehalts.
Auch die Samen sind gekocht essbar. Gemahlen dienten sie in Notzeiten als Mehlzusatz. Sie enthalten Vitamin A, aber auch Saponine.

### Heilpflanze
Die Gartenmelde wurde früher als vielseitige Heilpflanze genutzt. Die Blätter wirken harntreibend (Diuretikum). Blätter und Samen der im Mittelalter auch „schißmelde“ genannten Pflanze dienten als Brechmittel (Emetikum) und als Abführmittel (Purgativa). Sie wurden außerdem zur Anregung des Stoffwechsels als Frühjahrskur und bei nervöser Erschöpfung verwendet. In der Volksmedizin wurden damit auch Lungenkrankheiten behandelt. Äußerlich angewendet sollen die Blätter bei Gicht helfen. Die Samen wurden vermischt mit Wein bei Gelbsucht verabreicht. Einreibungen aus dem Saft der ganzen Pflanze galten als Volksheilmittel bei Hautkrankheiten und Geschwüren im Rachen.

### Farbstoffpflanze
Aus den Samen kann ein blauer Farbstoff gewonnen werden. Bereits im Mittelalter wusste man, dass Melde die Haare schwarz und Stoffe grün färben kann.

### Nachwachsender Rohstoff
Die Gartenmelde kann zur Produktion von Biomasse angebaut werden. In Schweden wurden damit Erträge von 14 Tonnen pro Hektar erzielt, in südlicheren Gebieten sind höhere Erträge zu erwarten. Nach Extrahierung des Proteins aus den Blättern bleiben mehr als 13 Tonnen Biomasse als Nebenprodukt übrig, die zur Herstellung von Biokraftstoffen dienen können.

### Zierpflanze
Die rotlaubigen Kulturformen der Gartenmelde werden im Garten als Blattschmuck verwendet.

## Kultivierung
In den Gemäßigten Breiten wird die Gartenmelde ähnlich wie der Spinat kultiviert. Die Samen werden ab Februar mit 30 bis 60 cm Abstand an offener Stelle 2 cm tief in den Boden gesteckt, später wird ausgedünnt. Die Gartenmelde wird als Jungpflanze verwendet, also etwa nach 40 bis 60 Tagen je nach Wetter. Eine wiederholte Aussaat ist daher sinnvoll. Bei voller Sonne wächst sie am besten, braucht dann aber auch entsprechend Wasser – bei trockenem Wetter wachsen die Pflanzen langsamer und bilden früher Samen.
Die Gartenmelde toleriert Dürre (30 bis 140 mm Niederschlag jährlich), Frost, auch saure Böden (pH 5,0 bis 8,2), Hitze, Salz, Sand und Unkraut. Der Ertrag liegt bei 450 bis 800 kg Blattgemüse pro Hektar. 14 t Biomasse pro Hektar sind möglich, davon 1 t Protein. Der Anbau erfolgt hauptsächlich nichtkommerziell.
Die Pflanze wird teilweise regelmäßig und stark von Läusen befallen. Im Garten genügt es, dann den betreffenden Stängel zu entfernen.